# Drujac
Drujac (oficialment en francès: Drugeac) és un municipi francès del departament de Cantal i la regió d'Alvèrnia-Roine-Alps.